# Большой Канарский телескоп

Сравнение основных зеркал некоторых телескопов (Большой Канарский телескоп обозначен желтым шестиугольником в верхней части рисунка)

Большой Канарский телескоп (англ. The Gran Telescopio CANARIAS (GTC)) — оптический телескоп-рефлектор с самым крупным зеркалом в мире. Построен в 2007 году. Его первичное шестиугольное зеркало, с эквивалентным диаметром 10,4 метра, составлено из 36 шестиугольных сегментов, изготовленных из ситаллов Zerodur, производства компании Schott AG. Оснащён активной и адаптивной оптикой.
Телескоп расположен на пике потухшего вулкана Мучачос на высоте около 2400 метров выше уровня моря, на Канарском острове Пальма, в обсерватории Роке-де-лос-Мучачос. Наряду с обсерваториями Гаваев и Чили, это место является одним из лучших мест на Земле с точки зрения астроклимата. Оно расположена выше атмосферного слоя, для которого характерно интенсивное формирование облаков, что позволяет практически всегда вести наблюдения на чистом небосводе. В совокупности с ещё одним фактором — низкой турбулентностью атмосферы это обеспечивает высокое качество получаемых изображений.
Инициатива постройки телескопа принадлежит Канарскому институту астрофизики и принцу Испании Хуану Карлосу де Бурбону. В работе над проектом GTC были задействованы несколько учреждений из Испании, Мексики, и университета Флориды (США). Строительство телескопа заняло 7 лет. Стоимость постройки телескопа и дополнительных инструментов: OSIRIS и CanariCam составила €105 миллионов.
По состоянию на первую половину 2016 года GTC возглавляет список самых больших оптических телескопов в мире. Первый свет телескоп увидел 13 июля 2007 года. Он видит объекты в миллиард раз более слабые, чем те, что видит невооружённый человеческий глаз.